# Jordi Condom
Jordi Condom Aulí (Palamós, España, 29 de junio de 1969), más conocido como Jordi Condom, es un exfutbolista y entrenador español. Actualmente es director deportivo del Waasland-Beveren de la Segunda División de Bélgica, durante la temporada 2021-22.

## Trayectoria

### Como jugador
Como jugador estuvo ligado durante muchas temporadas al Palamós CF (a excepción de tres campañas que jugó en UE Figueres) en la década de los ochenta, noventa y principio de la pasada década.

### Como entrenador
Se formó como entrenador en las categorías inferiores del FC Barcelona. Entrenó al Palamós CF en varias ocasiones, entre la primera catalana y la tercera división.
En 2012, Jordi llegó como asistente de Tintín Márquez para comenzar la temporada en el equipo belga que militaba en la Belgacom League (2ª división), donde en 2015 tras la destitución de Tintín se hace cargo del primer equipo.
Con K.A.S. Eupen lograría el segundo ascenso de su historia a la Primera División de Bélgica al término de la temporada 2015-16, algo histórico que llegó contra todo pronóstico después de que el Tribunal belga de arbitraje para el deporte no concediera al campeón de la Proximus League la licencia necesaria para jugar en la Primera División de Bélgica.
La directiva del Eupen ratificó su confianza en el técnico catalán y este respondió manteniendo la categoría en la Primera División de Bélgica y alcanzando las semifinales de Copa en la temporada 2016-17. 
Al principio de la temporada 2017-18, en octubre de 2017 sería cesado como técnico del conjunto belga, comenzando la liga en última posición.
Desde enero a noviembre de 2018, sería entrenador del K.S.V. Roeselare de la Segunda División de Bélgica.
En 2019, se convierte en entrenador asistente del ex-seleccionador de Islandia, Heimir Hallgrímsson en las filas del Al-Arabi SC (Catar).
El 23 de abril de 2020, firma un contrato como director deportivo del K.A.S. Eupen de la Primera División de Bélgica, durante la temporada 2020-21. De este modo, Jordi regresa a un club en el que estuvo desde 2012 a 2017.
El 24 de julio de 2021, firma por el RFC Seraing de la Primera División de Bélgica. En diciembre de 2021, pondría fin a su etapa como entrenador del RFC Seraing.
El 5 de enero de 2022, se convierte en director deportivo del Waasland-Beveren de la Segunda División de Bélgica.

## Clubes

### Como jugador
| Club        | País   | Año       |
| ----------- | ------ | --------- |
| Palamós CF  | España | 1989-1995 |
| UE Figueres | España | 1995-1998 |
| Palamós CF  | España | 1998-2002 |

### Como entrenador
| Club                                  | País    | Año             |
| ------------------------------------- | ------- | --------------- |
| FC Barcelona (Categorías inferiores)  | España  | 2002-2008       |
| Palamós CF                            | España  | 2008-2009       |
| Palamós CF                            | España  | 2009-2011       |
| K.A.S. Eupen (Segundo entrenador)     | Bélgica | 2012-2015       |
| K.A.S. Eupen                          | Bélgica | 2015-2017       |
| K.S.V. Roeselare                      | Bélgica | 2018            |
| Al-Arabi SC (Catar) (2º Entrenador)   | Catar   | 2019            |
| K.A.S. Eupen (director deportivo)     | Bélgica | 2020-2021       |
| RFC Seraing                           | Bélgica | 2021            |
| Waasland-Beveren (director deportivo) | Bélgica | 2022-Actualidad |